# Prosaptia engleriana
Prosaptia engleriana är en stensöteväxtart som först beskrevs av Guido Georg Wilhelm Brause, och fick sitt nu gällande namn av Ren-Chang Ching. Prosaptia engleriana ingår i släktet Prosaptia och familjen Polypodiaceae. Inga underarter finns listade.